# Русская партия (Сербия)
Русская партия (серб. Руска странка, РС) — политическая партия в Сербии. Партия заявляет, что представляет русское меньшинство. В дополнение к небольшому русскому меньшинству, партия также объединяет пророссийски настроенных граждан, в основном сербов.

## История
Партия основана в июне 2013 года Слободаном Николичем — на тот момент вице-президентом Народной крестьянской партии и президентом Ассоциации сербско-российской дружбы «Владимир Путин» в Шабаце. Он заявлял, что цели новой партии — отстаивание интересов проживающих в Сербии русских, а также укрепление связей Сербии с Российской Федерацией в области экономики, культуры и образования. Согласно своей программе, Русская партия выступает за вступление Сербии в Евразийский экономический союз и полноправное членство Сербии в Организации Договора о коллективной безопасности. Партия выступает возвращение изучения русского языка в школах. Против вступления Сербии в НАТО.
В 2020 году Республиканская избирательная комиссия отклонила список Русской партии, поскольку не признала её партией национального меньшинства. Однако Конституционный суд Сербии отменил это решение и признал, что избирательный список имеет позицию политической партии национального меньшинства. Перед парламентскими выборами 2023 года РИК снова поднял этот вопрос, однако ссылаясь на решение Конституционного суда 2020 года, большинство членов комиссии проголосовало за допущение до выборов блока Русской партии, как представляющего национальное меньшинство.
На парламентских выборах 2023 года участвовала в коалиции с Новой коммунистической партией Югославии и Союзом коммунистической молодёжи Югославии. Коалиция набрала 11 тысяч голосов (0,31 %) и провела одного депутата от Русской партии в Народную скупщину.

## Особенности законодательства Сербии о национальных меньшинствах
Историк-балканист Илья Горячев отмечал, что для партий национальных меньшинств в Сербии имеются серьёзные законодательные послабления. Для регистрации им не требуется платить пошлину и необходимо собрать всего тысячу подписей, вместо десяти тысяч. Для обычных партий проходной барьер для попадания в парламент составляет 5 %, в то же время для партий национальных меньшинств такой барьер отсутствует и необходимо набрать достаточное количество голосов для прохождения хотя бы одного кандидата. На деле же такие партии могут не представлять интересы заявленной национальной группы.

## Участие в выборах
| Год  | Количество голосов | Процент голосов | Количество мандатов | Изменения | Коалиция | Статус           | Примечания |
| ---- | ------------------ | --------------- | ------------------- | --------- | -------- | ---------------- | ---------- |
| 2014 | 6'547              | 0,19%           | 0 из 250            | 0         |          | Внепарламентская |            |
| 2016 | 13'777             | 0,38%           | 0 из 250            | ▬ 0       |          | Внепарламентская |            |
| 2020 | 6'295              | 0,20%           | 0 из 250            | ▬ 0       |          | Внепарламентская |            |
| 2022 | Не участвовала     | Не участвовала  | 0 из 250            | ▬ 0       |          | Внепарламентская |            |
| 2023 | 11'369             | 0,31%           | 1 из 250            | ↗ 1       | РП—НКПЮ  | Оппозиция        |            |